# Nikołaj Konariew
Nikołaj Siemionowicz Konariew (ros. Николай Семёнович Ко́нарев, ur. 19 stycznia 1927 w Stalinie, zm. 2007) – minister komunikacji ZSRR (1982-1990).

## Życiorys
Rosjanin, 1944-1949 studiował w Charkowskim Instytucie Inżynierów Transportu Kolejowego, od 1949 inżynier stacji Osnowa Kolei Południowej, od 1951 zastępca szefa stacji Łozowa Kolei Południowej. Od 1952 szef wydziału i zastępca szefa Łozowskiego Oddziału Kolei Południowej, od 1952 członek KPZR, od 1953 zastępca szefa Kolei Południowej, 1954 szef wydziału kolei południowej, od 1954 zastępca szefa Wydziału Eksploatacji i zastępca szefa Łozowskiego Oddziału Kolei Południowej. Od 1959 I zastępca szefa Osnowiańskiego Oddziału Kolei Południowej, od 1960 szef służby ruchu Kolei Południowej, od 1971 kandydat nauk technicznych, od 1972 szef Kolei Południowej.
Od 1976 zastępca ministra, od 1977 I zastępca ministra, a od listopada 1982 do grudnia 1990 minister komunikacji ZSRR, następnie na emeryturze. 1986-1990 członek KC KPZR. Deputowany do Rady Najwyższej ZSRR 10 i 11 kadencji. Pochowany na Cmentarzu Wagańkowskim w Moskwie.

## Odznaczenia
- Order Rewolucji Październikowej
- Order Czerwonego Sztandaru Pracy (dwukrotnie)
- Order Przyjaźni Narodów